# Міранда Річардсон
Міранда Джейн Річардсон (англ. Miranda Jane Richardson; нар. 3 березня 1958 року) — британська акторка. Володарка двох «Золотих глобусів», премії BAFTA і дворазова номінантка на премію «Оскар». Відомі ролі: королеви Єлизавети I в британському комедійному телесеріалі «Чорна Гадюка» (1986—1989), місис Віктор («Імперія Сонця», 1987), Джуд О'Гари («Жорстока гра», 1992), Інґрід Флемінг («Збиток», 1992), леді Ван Тассель («Сонна лощина», 1999) і Ріти Скітер («Гаррі Поттер і келих вогню», 2005; «Гаррі Поттер і Смертельні реліквії: Частина 1», 2010).

## Життєпис
Міранда Річардсон народилася в місті Саутпорті, графство Ланкашир другою дочкою домогосподарки Маріанни Джорджіни Таунсенд і начальника відділу маркетингу Вільяма Алана Річардсона. Сім'я належала до середнього класу. З раннього дитинства Міранда демонструвала артистичний талант, спочатку бажаючи вчитися на ветеринарку.
Річардсон живе в Західному Лондоні з двома кішками Отіс та Волдо і собаками Лів та Іво. Захоплюється малюванням, прогулянками, садівництвом, модою, соколиним полюванням і музикою.

## Фільмографія
| Рік  |     | Українська назва                              | Оригінальна назва                            | Роль                                     |
| ---- | --- | --------------------------------------------- | -------------------------------------------- | ---------------------------------------- |
| 1980 | кор | День перший                                   | The First Day                                |                                          |
| 1985 | ф   | Танець с незнайомцем                          | Dance with a Stranger                        | Рут Елліс                                |
| 1987 | ф   | Імперія Сонця                                 | Empire of the Sun                            | місіс Віктор                             |
| 1989 | ф   | Сон божевільної мавпи                         | El sueño del mono loco                       | Мерилін                                  |
| 1991 | ф   | Зачарований квітень                           | Enchanted April                              | Роуз Арбютнот                            |
| 1992 | ф   | Жорстока гра                                  | The Crying Game                              | Джуд                                     |
| 1992 | ф   | Збиток                                        | Damage                                       | Інгрід Флемінг                           |
| 1993 | ф   | Століття                                      | Century                                      | Клара                                    |
| 1993 | кор | Лінія, хрест і крива                          | The Line, the Cross & the Curve              | Таємнича жінка                           |
| 1994 | ф   | Фатерлянд                                     | Fatherland                                   | Чарлі Маґвайр                            |
| 1994 | ф   | Том і Вів                                     | Tom & Viv                                    | Вів'єн Хейг-Вуд Еліот                    |
| 1996 | ф   | Канзас-Сіті                                   | Kansas City                                  | Керолін Стілтон                          |
| 1997 | ф   | Апостол                                       | The Apostle                                  | Тусі                                     |
| 1999 | ф   | Неспростовні докази                           | The Big Brass Ring                           | Діна                                     |
| 1999 | ф   | Сонна лощина                                  | Sleepy Hollow                                | Леді Ван Тассель / Відьма західних лісів |
| 1999 | кор | Чорна Гадюка: взад і вперед                   | Blackadder Back & Forth                      | Всі Єлизавети                            |
| 2000 | мф  | Втеча з курника                               | Chicken Run                                  | місіс Твіді (голос)                      |
| 2000 | ф   | Прибрати Картера                              | Get Carter                                   | Глорія Картер                            |
| 2001 | ф   | Білосніжка                                    | Snow White                                   | Королева Елспет                          |
| 2002 | ф   | Години                                        | The Hours                                    | Ванесса Белл, сестра Вірджинії Вулф      |
| 2002 | ф   | Павук                                         | Spider                                       | місіс Клег / Івонн                       |
| 2003 | ф   | Невиправний оптиміст                          | The Rage in Placid Lake                      | Сільвія Лейк                             |
| 2004 | ф   | Привид Опери                                  | The Phantom of the Opera                     | Мадам Жірі                               |
| 2004 | ф   | Черчілль йде на війну                         | Churchill: The Hollywood Years               | Єва Браун                                |
| 2005 | ф   | Гаррі Поттер і Келих вогню                    | Harry Potter and the Goblet of Fire          | Рита Скитер                              |
| 2006 | ф   | Спровокована                                  | Provoked: A True Story                       | Вероніка Скотт                           |
| 2006 | ф   | Париж, я люблю тебе                           | Paris, je t'aime                             | Дружина (XII округ «Бастилія»)           |
| 2006 | ф   | Казки півдня                                  | Southland Tales                              | Нана Мей Фрост                           |
| 2007 | ф   | Гриб-дощовик                                  | Puffball                                     | Мебс Такер                               |
| 2007 | ф   | Фред Клаус, брат Санти                        | Fred Claus                                   | Аннетт Клаус                             |
| 2008 | ф   | Випробування                                  | Spinning Into Butter                         | Кетрін Кенні                             |
| 2009 | ф   | Молода Вікторія                               | The Young Victoria                           | герцогиня Кентська                       |
| 2010 | ф   | Зроблено в Дагенхемі                          | Made in Dagenham                             | Барбара Касл                             |
| 2010 | ф   | Гаррі Потер та Смертельні реліквії. Частина 1 | Harry Potter and the Deathly Hallows: Part 1 | Ріта Скітер                              |
| 2013 | ф   | Белль                                         | Belle                                        | леді Ешфорд                              |
| 2014 | ф   | Спогади про майбутнє                          | Testament of Youth                           | Міс Лорімер                              |
| 2015 | с   | І не лишилось жодного                         | And then there were none                     | Емілі Брент                              |
| 2015 | ф   | Візит інспектора                              | An Inspector Calls                           | Сібіл Бірлінг, дружина Артура            |
| 2017 | ф   | Черчилль                                      | Churchill                                    | Клементина Черчилль                      |
| 2017 | ф   | Сильніше                                      | Stronger                                     | Петті Бауман                             |

### Телебачення
| Рік       | Українська назва                  | Оригінальна назва                                                      | Персонаж                                  |
| --------- | --------------------------------- | ---------------------------------------------------------------------- | ----------------------------------------- |
| 1981      | Агонія                            | Agony                                                                  | Гудрун (одна серія)                       |
| 1986      | Чорна Гадюка II                   | Blackadder II, 6 TV episodes: Bells, Head, Potato, Money, Beer, Chains | Королева Єлизавета I; 6 епізодів          |
| 1987      | Після Пілкінґтону                 | After Pilkington                                                       | Пенні                                     |
| 1987      | Чорна Гадюка Третій               | Blackadder the Third, Amy and Amiability, TV episode                   | Емі Гардвуд (серія «Емі і добродушність») |
| 1988      | Різдвяна пісня Чорної Гадюки      | Blackadder's Christmas Carol                                           | Королева Єлизавета I / Асфіксія XIX       |
| 1989      | Чорна Гадюка йде вперед           | Blackadder Goes Forth, General Hospital, TV episode                    | Сестра Мері (серія «Генерал Госпіталь»)   |
| 1993      | Суботнього вечора в прямому ефірі | Saturday Night Live                                                    | ведуча (епізод «Міранда Річардсон»)       |
| 1997      | Танець під музику часу            | A Dance to the Music of Time                                           | Памела Фліттон                            |
| 1998      | Великий Мерлін                    | Merlin                                                                 | Королева Меб / Володарка Озера            |
| 1999      | Аліса в Дивокраї                  | Alice in Wonderland                                                    | Червона королева / Society Woman          |
| 2003      | Втрачений принц                   | The Lost Prince                                                        | Принцеса Мері                             |
| 2006      | Учень Мерліна                     | Merlin's Apprentice                                                    | Володарка Озера                           |
| 2006      | Ґідеонова дочка                   | Gideon's Daughter                                                      | Стелла                                    |
| 2007      | Життя та часи Вів'єн Вайл         | The Life and Times of Vivienne Vyle                                    | Гелена                                    |
| 2010      | Рубікон                           | Rubicon                                                                | Кетрін Румор; 13 епізодів                 |
| 2019-2023 | Добрі передвісники                | Good Omens                                                             | мадам Трейсі, медіум, Шакс                |

## Нагороди та номінації

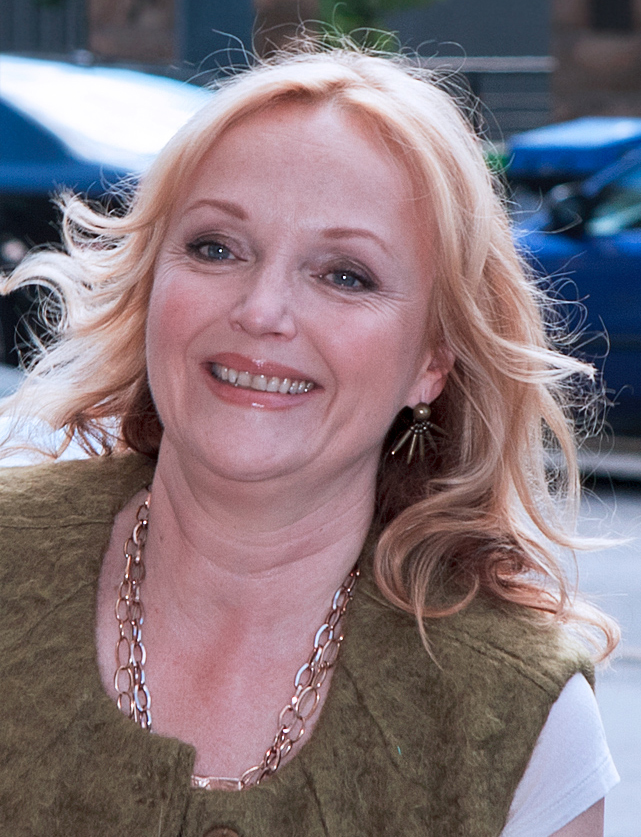
Річардсон на «Toronto International Film Festival» у 2010 році

Повний перелік нагород і номінацій — на сайті IMDB

### Нагороди
- 1993 — Премія BAFTA — найкраща жіноча роль другого плану, за фільм «Збиток»
- 1993 — Премія «Золотий глобус» — найкраща жіноча роль у комедії або мюзиклі, за фільм «Зачарований квітень»
- 1995 — Премія «Золотий глобус» — найкраща жіноча роль другого плану в мінісеріалі, серіалі або телефільмі, за фільм «Фатерлянд»

### Номінації
- 1988 — Премія BAFTA TV — найкраща жіноча роль, за телесеріал «Другий екран»
- 1993 — Премія BAFTA — найкраща жіноча роль другого плану, за фільм «Жорстока гра»
- 1993 — Премія «Оскар» — найкраща жіноча роль другого плану, за фільм «Збиток»
- 1993 — Премія «Золотий глобус» — найкраща жіноча роль другого плану, за фільм «Збиток»
- 1994 — Премія BAFTA — найкраща жіноча роль, за фільм «Том і Вів»
- 1995 — Премія «Оскар» — найкраща жіноча роль, за фільм «Том і Вів»
- 1995 — Премія «Золотий глобус» — найкраща жіноча роль в драмі, за фільм «Том і Вів»
- 1998 — Премія BAFTA TV — найкраща жіноча роль, за телесеріал «Танець під музику часу»
- 1999 — Премія «Золотий глобус» — найкраща жіноча роль у мінісеріалі, серіалі або телефільмі, за мінісеріал «Великий Мерлін»
- 2000 — Премія «Золотий глобус» — найкраща жіноча роль другого плану в мінісеріалі, серіалі або телефільмі, за фільм «Неспростовні докази»
- 2004 — Премія BAFTA TV — найкраща жіноча роль, за телесеріал «Втрачений принц»
- 2005 — Премія «Золотий глобус» — найкраща жіноча роль у мінісеріалі, серіалі або телефільмі, за телесеріал «Втрачений принц»
- 2011 — Премія BAFTA — найкраща жіноча роль другого плану, за фільм «Зроблено в Дагенгемі»